# اینا بنیتا
اینا بنیتا (لهستانی: Ina Benita؛ ‏ (۱ مارس ۱۹۱۲ – ۹ سپتامبر ۱۹۸۴) بازیگر مشهور اهل لهستان در دوره میان‌دوجنگ بود.
او دو سال قبل از آغاز جنگ در کی‌یف پایتخت کشور کنونی اکراین زاده شد. پس از پایان جنگ جهانی اول و تشکیل کشور تازه تأسیس لهستان از دل امپراطوری روسیه؛ او و خانواده اش به آن کشور نقل مکان نمودند. وی در اواخر دهه ۱۹۲۰ برای تحصیل به مدرسه‌ای در ملبورن استرالیا رفت و پس از بازگشت به لهستان؛ در ۲۹ اوت ۱۹۳۱ برای اولین بار به همراه گروه نمایشی آناناس جدید در نمایشی به نام بهشت برای مردان بر روی صحنه رفت. او تا زمان حمله آلمان به لهستان؛ در صحنه نمایش در ورشو فعالیت داشت. پس از اشغال لهستان توسط نازی‌ها؛ او در نمایش‌های مورد حمایت نازی‌ها شرکت نمود و به همین دلیل مورد اتهام همکاری با دشمن قرار گرفت. اینا بنیتا در سال ۱۹۴۳ با یک افسر اتریشی که در ورماخت خدمت می‌کرد و هویت او تا به امروز ناشناخته مانده وارد رابطه شد و به همراه او به اتریش رفت و با وی ازدواج کرد اما در تابستان ۱۹۴۴ گشتاپو متوجه شد که مادربزرگ پدری وی یهودی بود. براساس قانون نورنبرگ ازدواج بین یک یهودی و یک آریایی مجازات مرگ به همراه داشت اما احتمالاً به دلیل حمایت طرفدارانش در اتریش؛ صرفاً محکوم به بازگشت به لهستان شد. او که در زندان بدنام پاویاک و در شرایطی سخت در ورشو زندانی بود؛ پس از زایمان؛ از زندان آزاد شد. او آخرین بار در زمان شورش ورشو در کانال‌های فاضلاب و در هنگام فرار از دست نازی‌ها دیده شد اما زمان و مکان مرگش معلوم نبود. احتمال داده می‌شد در جریان شورش ورشو کشته شده باشد. در سال ۲۰۱۸ خانواده پاش اسنادی را فاش کرد که به موجب آن مشخص گردید اینا به همراه فرزندش در آوریل ۱۹۴۵ به شهر هوهگایس در آلمان نقل مکان نموده و با همسرش به نام هانس گئورگ پاش زندگی می‌کرد. او نام اینا پاش را بر خود نهاده بود. در نوامبر ۱۹۴۵ همسرش اندکی پس از ترک هوهگایس کشته شد. اینا در تابستان ۱۹۴۶ یا ۱۹۴۷ هوهگایس را ترک نمود و به فرانسه رفت. او در فرانسه با یک آمریکایی به نام لوید فریزر اسکودر ازدواج کرد. او و خانواده‌اش ابتدا به مراکش و سپس به الجزایر و سرانجام به پنسیلوانیای آمریکا رفتند. اینا تا سال ۱۹۸۴ که در گمنامی درگذشت در آن کشور باقی ماند.
از فیلم‌ها یا مجموعه‌های تلویزیونی که وی در آن‌ها نقش داشته‌است، می‌توان به جهنم، عالی‌جناب، شاگرد مغازه، قلب مادر، دکتر مورک و «قلب مادر» اشاره نمود.